# 1857 год в науке
В 1857 году были различные научные и технологические события, некоторые из которых представлены ниже.

## События
- Первое безошибочное издание в Берлине логарифмических таблиц (таблицы Бремивера) на основе таблиц Вега (1783)
- Кембриджский университет объявил конкурс на лучшую работу об устойчивости колец Сатурна, который выиграл Джеймс Клерк Максвелл, получив в дальнейшем за эти результаты премию Дж. Адамса.
- Петер Ганзен опубликовал работу «Таблицы Луны, построенные по принципам Ньютоновского всемирного тяготения» (фр. «Tables de la Lune, construites d’après le principe Newtonien de la gravitation universelle»).
- Появилась работа П. Л. Чебышёва, посвящённая полиномам, наименее уклоняющимся от нуля (сейчас их называют полиномами Чебышёва первого рода). Эту работу принято считать началом современной теории приближения.
- Английский естествоиспытатель Г. К. Сорби изобрёл поляризационный микроскоп, положив начало развитию микроскопической петрографии[1].
- 23 марта — Элиша Отис установил первый пассажирский лифт-подъёмник в Нью-Йоркском магазине.

## Достижения человечества

### Открытия
- Купером и Кекуле разработана теория валентности.
- Клаузиус разработал кинетическую теорию газов.

### Изобретения
- Получено зеркало с серебряным покрытием
- Меркенштейн создал первый спектрометр.
- 25 марта — Леон Скотт получил патент на первое звукозаписывающее устройство — «фоноавтограф».
- 19 мая — Э. А. Каупер запатентовал воздухонагреватели (британский патент № 1404)[2], также называемые регенераторами, или кауперами, для доменного производства, позволяющие сэкономить значительные количества кокса.
- Получена первая древесная масса для выделки бумаги.

## Награды
- Медаль Копли: Мишель Шеврёль
- Медаль Уолластона в геологии: Йоахим Барранд

## Родились
- 20 января (1 февраля) — Владимир Михайлович Бехтерев — российский и советский психиатр, невропатолог, физиолог, психолог, основоположник рефлексологии и патопсихологического направления в России (ум. в 1927).
- 5 февраля – Фредерик Пирсон Тредуэлл, швейцарский химик-аналитик (ум. в 1918).
- 22 февраля — Генрих Герц (Heinrich Rudolf Hertz) — немецкий физик (ум. в 1894).
- 8 августа — Генри Фэерфельд Осборн (Henry Fairfield Osborn) — американский палеонтолог (ум. в 1935).
- 5 (17) сентября — Константин Эдуардович Циолковский — русский учёный, пионер космонавтики (ум. в 1935).
- 26 ноября — Фердинанд де Соссюр, лингвист (ум. в 1913).

## Скончались
- 23 мая — Коши, Огюстен Луи (р. 1789) — математик.
- 29 июля — Шарль Бонапарт (р. 1803) — естествоиспытатель.
- 12 августа — Уильям Даниэль Конибер[англ.] (р. 1787) — геолог.
- 27 сентября – Адольф Фердинанд Сванберг (род.1806) – физик и математик
- 14 декабря — Джордж Кэйли (р. 1773) — изобретатель аэроплана.
- 17 декабря — Френсис Бофорт (р. 1774) — адмирал, гидрограф.